# キンキラKinKiワールド
キンキラKinKiワールド（キンキラきんきワールド）はニッポン放送の製作で放送されていたラジオ番組。

## 概要
1995年10月放送開始（ちなみに、企画段階での仮タイトルは『KinKi Kids　ギャグギャング100連発!』だった）。
パーソナリティは、KinKi Kids。番組開始から数年は常に2人で出演していたが、CDデビュー後は堂本剛、堂本光一どちらか1人が出演の場合が多かった。スケジュールが合う時は2人で出演することもあった。
ニッポン放送ではナイター期間中、「ショウアップナイター」の中継を優先しているため、ナイター中継が22時30分頃まで延長されると15分の短縮バージョンが放送される事があり、そのときはリスナーからの葉書を何通か読んでいた。
番組に電話出演するリスナーは女性が多くリスナーの自宅に電話することも多いため、葉書を出した本人の家族が出る事もあった。
CDデビューする前でも自らの持ち歌を流す事にこだわっていた文化放送「KinKi Kids どんなもんヤ!」とは異なり、CDデビュー前は他のアーティストの曲を流すことが多かった。とは言え、「どんなもんヤ!」と同様CDを出していない彼らの曲を聞ける貴重な番組であったことに違いはない。10分番組の「どんなもんヤ!」ではフルサイズで流せなかった楽曲も、この番組では30分という都合上、稀にフルサイズでデビュー前の持ち歌がオンエアされることがあった。
KinKi Kidsのシングルやアルバムが発売されると、その度にタイトルにちなんだ企画を行っていた。番組内のクイズ企画に出演する人は、構成作家・ナイスガイの知り合いが多かった。
堂本剛が出演の週に西川貴教がゲストで出演し、その後剛は「西川貴教のオールナイトニッポン」に出演したことがある。また、剛はニッポン放送で直前の時間帯に放送されている「TOKIOナイトクラブ tko.tom」のパーソナリティである長瀬智也と共同で「魚（うお）」という楽曲を作り、披露したこともある。
2007年の秋改編でKinKi Kidsが番組を降板したため、9月29日（ニッポン放送の放送日）で12年間続いた番組が終了した。
後番組はKinKi Kidsの後輩にあたる滝沢秀明をパーソナリティに起用した「タッキーの滝沢電波城」。

## ネット局と放送時間（終了時）
NRN加盟局
- ニッポン放送（キー局）　土曜22：30～23：00
- 東北放送　　　土曜21：30～22：00
- ラジオ福島　　日曜23：00～23：30
- 山梨放送   　　 日曜24：00～24：30
- 北日本放送　 水曜23：30～24：00
- 福井放送　　　土曜22：30～23：00
- 和歌山放送　 土曜21：30～22：00
- 山陽放送　　　土曜23：00～23：30
- 山陰放送　　　土曜22：30～23：00
- 山口放送　　　日曜23：30～24：00
- 西日本放送　 日曜23：00～23：30
- 高知放送　　　日曜22：00～22：30

NRN未加盟局
- 岐阜放送　　　木曜22：00～22：30
- ラジオ関西　　土曜20：00～20：30　（｢JAM×JAM｣内）

過去にはKBS京都などでも放送されていた。